# Stefan Larsson (Fußballspieler, 1983)
Stefan Larsson (* 21. Januar 1983 in Storfors) ist ein ehemaliger schwedischer Fußballspieler. Der Defensivspieler, der mit Kalmar FF  und IF Elfsborg je einam den schwedischen Meistertitel gewann, ist seit seinem Karriereende als Trainer tätig.

## Sportlicher Werdegang

### Spielerkarriere
Larsson begann mit dem Fußballspielen bei Storfors FF. 1998 wechselte er in die Jugendabteilung von Degerfors IF. Beim seinerzeitigen Drittligisten kam er später in der Männermannschaft zum Einsatz. Als Meister der Division 2 Västra Svealand zog er 2004 mit der Mannschaft in die Aufstiegsspiele gegen Umeå FC ein. Durch einen 1:0-Auswärtserfolg und ein 2:2-Unentschieden im Rückspiel gelang der Aufstieg in die Superettan. Dort gehörte Larsson zu den Stammkräften und verpasste in den folgenden beiden Spielzeiten nur eine Partie. 
Im November 2006 unterschrieb Larsson einen Vertrag bei Kalmar FF. Am ersten Spieltag der Spielzeit 2007 debütierte er in der Allsvenskan, als KFF durch einen Treffer von César Santin einen 1:0-Auswärtserfolg bei AIK feiern konnte. Im Laufe der Saison kam er in allen 26 Saisonspielen zum Einsatz, bestritt aber nur die Hälfte der Spiele über die komplette Spieldauer von 90 Minuten. Im Pokalfinale am 27. September gegen IFK Göteborg musste er den 3:0-Erfolg seiner Mannschaft von der Ersatzbank aus beobachten.
Kurz nach Beginn der folgenden Spielzeit klagte Larsson über andauernde Magenschmerzen. Als Ursache stellte sich eine Entzündung des Blinddarms heraus, so dass er operiert werden musste. Zwischenzeitlich wiedergenesen bestritt er bis zum Saisonende insgesamt 18 Ligaspiele und war somit an der Seite von Arthur Sorin, Henrik Rydström, César Santín und Patrik Ingelsten am Gewinn der Meisterschaft beteiligt. In den folgenden beiden Spielzeiten etablierte er sich als unumstrittener Stammspieler und stand in allen 30 Saisonspielen in der Startformation. Nach einigen Spielerabgängen im Nachgang zum Meistertitel platzierte sich der Klub nur im mittleren Tabellenbereich. Nach Ende der Spielzeit 2011, die der Verein als Tabellenachter beendet hatte, lief sein Vertrag beim Kalmar FF aus.
Bereits im September 2011 wurde Larssons ablösefreier Wechsel zum Ligakonkurrenten IF Elfsborg ab Januar 2012 bekannt. Beim Klub aus Borås unterzeichnete er einen bis Ende 2015 gültigen Vier-Jahres-Kontrakt. Bei seinem neuen Klub konnte er sich jedoch auch verletzungsbedingt nicht dauerhaft durchsetzen, gewann aber mit der Mannschaft in der Spielzeit 2012 den schwedischen Meistertitel. Im Dezember 2013 kamen IF Elfsborg und sein Ex-Klub Kalmar FF über eine Rückkehr des Spielers überein. Nachdem er auch in der Spielzeit 2014 die meiste Zeit nur zuschauen konnte, etablierte er sich in den folgenden Jahren wieder im erweiterten Stammspielerkreis. In der Spielzeit 2017 bestritt er 23 der 30 Saisonspiele, ehe er seine aktive Laufbahn beendete.

### Trainerlaufbahn
Bereits zum Ende der aktiven Laufbahn engagierte Larsson sich als Jugendtrainer in der Nachwuchsakademie von Kalmar FF. Zwischen 2020 und 2022 gehörte er dem Trainerstab der Wettkampfmannschaft an. Dabei stand er zunächst Nanne Bergstrand zur Seite, später assistierte er dessen Nachfolger Henrik Rydström. Als dieser Ende 2022 zu Malmö FF wechselte und der Däne Henrik Jensen ihm Anfang 2023 nachfolgte, kehrte Larsson in die Jugendarbeit zurück und übernahm die Verantwortung für die U-19-Mannschaft des Klubs. Im Sommer 2024 warb der Premier-League-Absteiger FC Burnley, dessen Trainer Vincent Kompany vom FC Bayern München verpflichtet worden war, Jensen als Teil des Trainerstabs des neuen Cheftrainers Scott Parker ab und in der Folge übernahm Larsson interimistisch das Traineramt bei der im Abstiegskampf befindlichen Erstligamannschaft. Nach dem verpassten Klassenerhalt am Ende der Spielzeit 2024 rückte er wieder ins zweite Glied und übernahm einen Posten in der Nachwuchsakademie des Klubs.